# فيلانوفا ديفوزكوا
فيلانوفا ديفوزكوا هي مدينة من مدن البرتغال. يبلغ عدد سكانها 7,312 نسمة وذلك حسب إحصائيات سنة 2011. تبلغ مساحتها 398.2 كم².

## وصلات خارجية
- الموقع الرسمي